# La Gorda (revista)

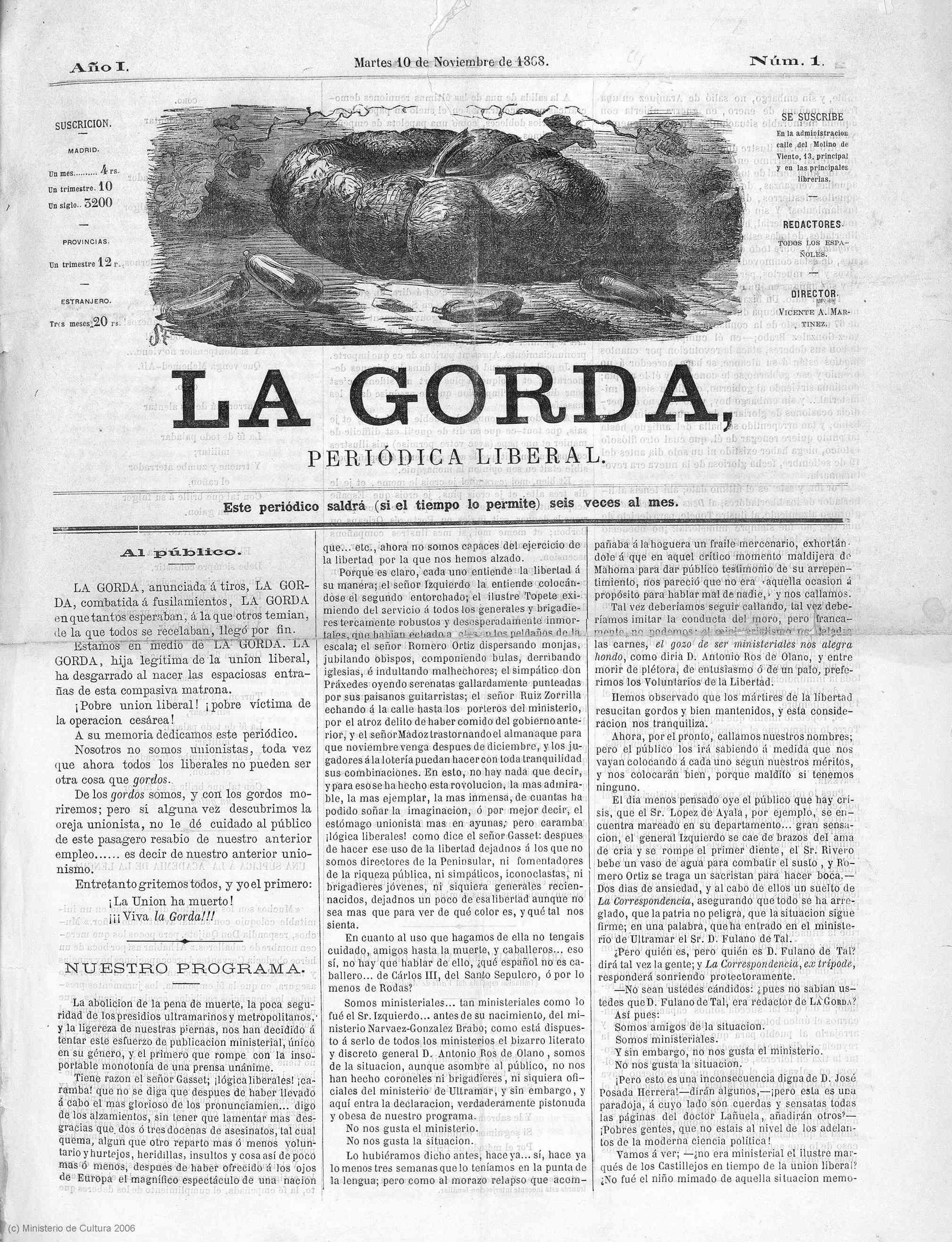
Portada de la revista La Gorda (10 de noviembre de 1868).

La Gorda fue una revista antiliberal madrileña, apareció por primera vez el 10 de noviembre de 1868 y se dejó de publicar en el año 1870. Tenía cuatro páginas y se publicaba seis veces al mes. La suscripción mensual era de 4 reales. Se editaba en la imprenta: J. Noguera, Bordadores, número 7, de Madrid. De talante conservador, tuvo como competencia y réplica a La Flaca.
La Gorda que, pese a su subtítulo "Periodica (sic) liberal" era una publicación carlista que había tomado como título el nombre popular dado a la revolución. Probablemente tiene una amplia relación de continuación con la publicación La Gordísima que fue fundada el 8 de enero de 1869, ya que se publicaba también seis veces al mes, con cuatro páginas y se tiraba en la misma imprenta, con un precio de 4 cuartos.